# 関灘茂
関灘 茂（せきなだ しげる、1981年7月23日 - ）は、日本の経営コンサルタント。A.T.カーニー代表取締役アジアパシフィック代表兼日本代表、グロービス経営大学院大学教授。

## 人物・経歴
兵庫県神戸市生まれ。兵庫県立兵庫高等学校を経て、神戸大学経営学部卒業（小川進ゼミ）。INSEADMAP修了。2003年A.T.カーニー入社。2014年最年少でA.T.カーニーパートナーに昇格。2020年A.T.カーニー代表取締役マネージングディレクタージャパン（日本代表）に昇格。2024年からA.T.カーニーアジアパシフィック代表兼任。グロービス経営大学院大学教授、K.I.T.虎ノ門大学院客員教授、大学院大学至善館特任教授、経済産業省グローバル競争力強化に向けたCX研究会委員、経済産業省新たなコンビニのあり方検討会委員等も歴任。